# Tanto monta, monta tanto, Isabel como Fernando

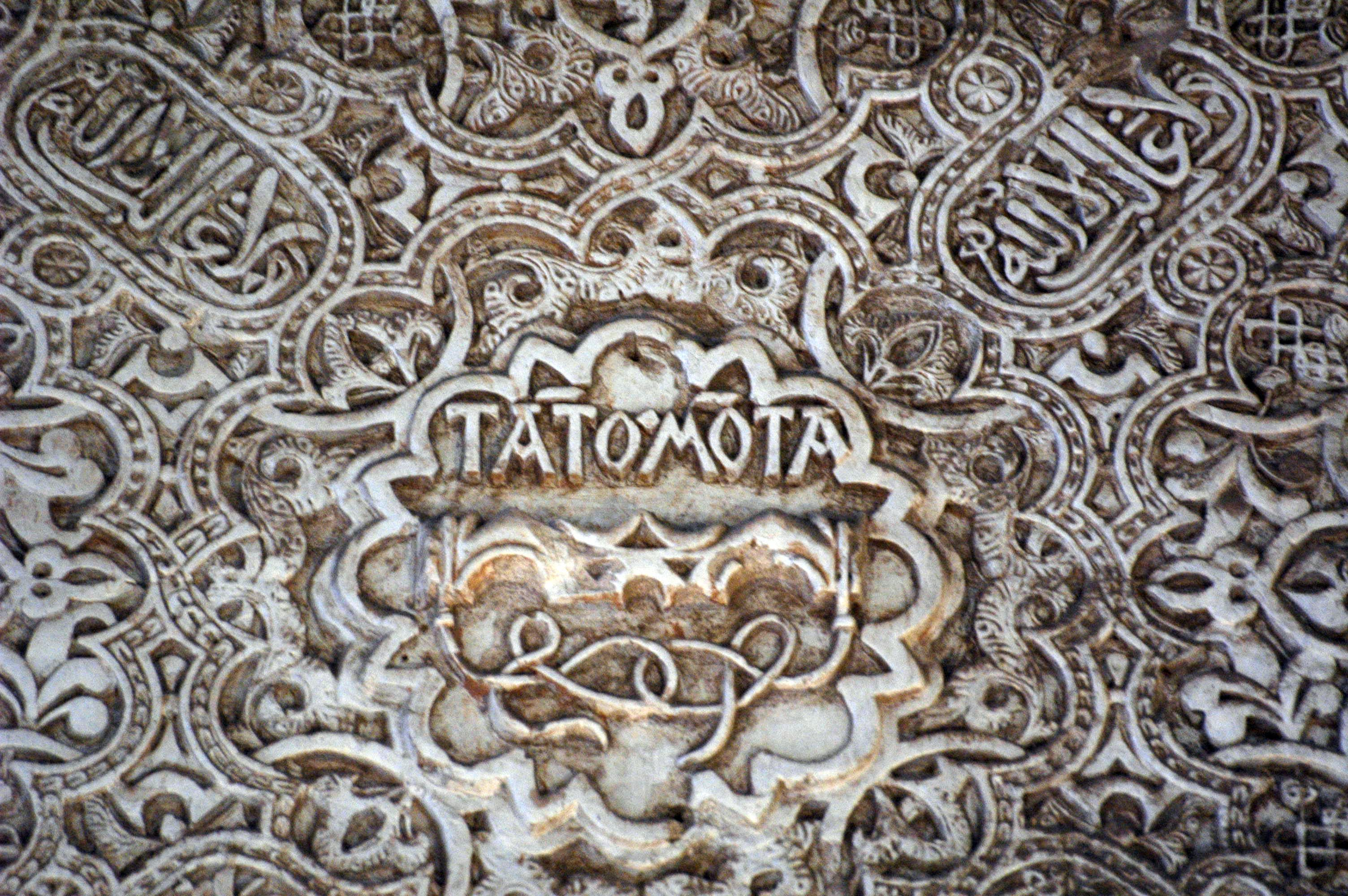
"Tãto mõta" ("tanto monta") scritta sul portale del Palazzo dell'Alhambra a Granada.

Tanto monta, monta tanto, Isabel como Fernando, "In pari misura", sarebbe stato il motto degli accordi pre nuziali dei re cattolici, Isabella I di Castiglia e Ferdinando II d'Aragona (in realtà, è un detto inventato molti anni dopo). Durante tutta la durata del loro regno congiunto, si supportarono l'un l'altro secondo quanto concordato prima del matrimonio e quanto contenuto nel loro motto.